# 憐 Ren
《憐 Ren》是水口敬文撰寫、負責插畫的輕小說，由角川Sneaker文庫出版，中文版則由台灣角川出版發行。
本作為第九屆Sneaker大賞獎勵賞得獎作品，投稿時的標題為。

## 作品簡介
結束住院生活後的鳴瀨玲人，在缺席許久的班級中發現了不認識的少女朝槻憐。原本以為她是轉學生，但班上同學卻都說她很久以前就存在了。對同學在接觸到憐的謎團時會陷入昏迷感到困惑的玲人，在與憐獨處時查覺到強烈的不協調感。她是和名為「時間的意思」的巨大存在有關聯的人物――
連自殺都死不了的悲觀少女，與無可救藥般樂觀的少年，兩人編織出希望的故事。

## 登場人物

### 主人公
朝槻 憐
本作主角，金髮美人，運動神經異常優秀。原本是500年後世界裡的街頭流浪兒，因為某些原因而來到現代。對依照「預言」進行的人生感到厭煩，偽裝自己的個性並威脅玲人，企圖改變自己的人生。
鳴瀨 玲人
莫名其妙和憐相識的主角。個性樂觀開朗，非常喜歡籃球。
原本應該被改寫記憶，卻因為肺炎住院的緣故，全班只有他一個人沒被改寫到。

### 滴草高中
齊藤 孝佑
玲人從國中時就認識的同學。
和久井 和彦
玲人從國中時就認識的同學，班上的遲到大王。是經常與玲人一同打籃球的死黨。
染着一頭金髮，有抽煙。
上原 朋香
個性開朗的女生，與憐成為好友的同學。
江之森 仁美
把一頭黑髮束成馬尾的女生，與憐成為好友的同學。
门胁
玲人班上的班導，已婚，妻子名明美。
迫田 佳代子
玲人班上的班長。
美水 美由纪
高二學生。害怕上學，曾嘗試自殺。被來自未來的先導者稱為「有上進心和競爭心」的人，但實際上是『時間的意思』為測驗憐的能力而故意運算錯誤所得出的實驗品，原應該會因自殺身亡，卻因為憐而改變。
晶
與玲人從國小就認識，一直與玲人就讀同一間學校。女子籃球隊隊員，在入隊前一直是玩街頭籃球的伙伴，與玲人很有默契，當時經常與玲人組隊。
柴村
英文老師。被學生暗地訴說是S。

### 未來的相關者
監察官
秀孝
憐的伙伴，比憐小四歲的男生。
送上比憐早三十四年前的東京，在現代（即五百年前）重遇憐。
在現代時已四十五歲，為電視台的制作人，有一妻兩女，因無意在後期製作時看到憐的身影才得以重遇。
其後在乘搭出租車時因車禍身亡。
智莉
憐的伙伴，把憐當成姐姐的女孩。
於現代的九年前，與新婚丈夫遭遇上卡車輾斃死亡，當時二十歲。
在死亡前搬離原居地，因得知丈夫會因地震身亡，而希望改變命運，但是因為强行改變而導致自己被排除，而當天原居地發生地震。
馬克達涅爾
憐的伙伴，意大利血統。通稱米克。
龍洙
憐的伙伴，有韓國血統。
七緒 真依
出現在滴草高中轉校生，自稱離開了日本十年，之前一直住在瑞典。
父親是在时空局中被稱為神官之一的七绪神官
『他』
『時間的意思』的心。在現代以真依的另一個人格顯現。
七緒神官
真依的父親，時空局七名神官之一。

## 出版書籍

### 日文版
- （2004年10月30日發售、ISBN 4044708010）
- （2005年4月1日發售、ISBN 4044708029）
- （2005年7月30日發售、ISBN 4044708037）※短編集
- （2005年12月1日發售、ISBN 4044708045）

### 中文版
- 憐 Ren 時間利刃與空色未來 （2007年11月2日發售、ISBN 9789861744759）
- 憐 Ren 鏽蝕心扉與月色眼淚 （2008年3月27日發售、ISBN 9789861745619）
- 憐 Ren ~routine~ （2008年6月3日發售、ISBN 9789861747200 ）
- 憐 Ren 遙遠思緒與風色天空 （2008年10月16日發售、ISBN 9789861748627）※完結

## 電影版
2008年7月26日於澀谷Q-AX Cinema公開上映。

### 工作人員
- 劇本：尾上史高
- 導演：堀偵一
- 企劃：井戶剛／岩瀨貞行
- 製作：

### 演員
- 朝槻憐：岡本玲
- 鳴瀨玲人：馬場徹
- 七緒修司：中山麻聖
- 上原朋香：鈴木霞
- 江之森仁美：齋藤夢愛
- 和久井和彦：千葉惠佑
- 草島五朗：Lee.
- 朝槻里子：宮下順子
- マリ：金子りえ

### 主題曲
『空色未來』：

## 外部連結
- 電影官方網站